# 呂興周 (清朝)
吕兴周，直隶乐亭县人，清朝政治人物、進士出身。
光绪二十九年癸卯科（1903年），登進士。同年閏五月，以主事分部学习。授任法部实缺主事，后任吉林高等检察厅检察长。